# Моран, Жаклин
Жаклин (Жаке) Мора́н (порт. Jaqueline Mourão; род. 27 декабря 1975, Белу-Оризонти, Бразилия) — бразильская лыжница, биатлонистка и велосипедистка, специализирующаяся в маунтинбайке, участница пяти зимних и трёх летних Олимпийских игр. Несла флаг Бразилии на церемонии закрытия зимних Игр 2010 года, а также на церемониях открытия зимних Игр 2014 и 2022 годов.
Замужем за бывшим канадским лыжником Гуидо Виссером (род. 1970), выступавшим на Олимпийских играх 1998 года.

## Зимние виды спорта

### Лыжные гонки
В Кубке мира Моран дебютировала в 2009 году, но с тех пор не поднималась выше 51-го места и кубковых очков не набирала.
На Олимпийских играх 2006 года в Турине была 67-й в гонке на 10 км классическим стилем.
На Олимпийских играх 2010 года в Ванкувере заняла 66-е место в гонке на 10 км свободным стилем.
На Олимпийских играх 2014 года выступала в спринте, заняла 65-е место в квалификации.
На Олимпийских играх 2018 года заняла 74-е место в гонке на 10 км свободным стилем.
На Олимпийских играх 2022 года выступила в спринте (84-е место), командном спринте (вместе с Эдуардой Риберой, 23-е место) и гонке на 10 км (82-е место).
За свою карьеру принимала участие в восьми чемпионатах мира (2007, 2009, 2011, 2013, 2017, 2019, 2021, 2023), лучший результат — 54-е место в масс-старте на 30 км свободным стилем на чемпионате мира 2009 года.
Использует лыжи и ботинки производства фирмы Rossignol.

### Биатлон
Принимала участие в двух чемпионатах мира, в 2012 и 2013 годах, в 2012-м стала первой в истории бразильянкой, стартовавшей в чемпионате мира по биатлону. Лучший результат Моран на чемпионатах мира — 88-е место в индивидуальной гонке в 2012 году. В 2014 году единственный раз выступила в биатлоне на зимних Олимпийских играх: 76-е место в спринте (опередила семь соперниц) и 74-е место в индивидуальной гонке.

## Велоспорт
В маунтинбайке специализируется в дисциплине кросс-кантри, в которой является трёхкратной чемпионкой Бразилии и участвовала в трёх Олимпиадах.
На Олимпийских играх 2004 года в Афинах была 18-й (более 17 минут проигрыша чемпионке).
На Олимпиаде 2008 года в Пекине была квалифицированна 19-й, отстав на один круг.
Жаклин не выступала на летних Олимпийских играх 2012 и 2016 годов. 
Летом 2019 года на Панамериканских играх в Лиме завоевала бронзу в кросс-кантри. В 2021 году в возрасте 45 лет выступила на Олимпийских играх в Токио. Моран была квалифицирована 35-й (среди 37 финишировавших), отстав от лидера на два круга. При этом Жаклин была одной из всего лишь двух южноамериканок, выступивших в этой дисциплине, наряду с аргентинкой Софией Гомес Вильяфанье.